# Baeacis annulicornis
Baeacis annulicornis är en stekelart som beskrevs av Granger 1949. Baeacis annulicornis ingår i släktet Baeacis och familjen bracksteklar. Inga underarter finns listade.